# Asteridea
Asteridea é um género botânico pertencente à família Asteraceae.